# Muzeum Českého ráje
Muzeum Českého ráje v Turnově (okres Semily, Liberecký kraj) zahrnuje celou řadou regionálních sbírek, obsahujících exponáty z oblasti archeologie, etnologie, mineralogie, historie i umění. Muzeum bylo založeno v roce 1886.

## Expozice

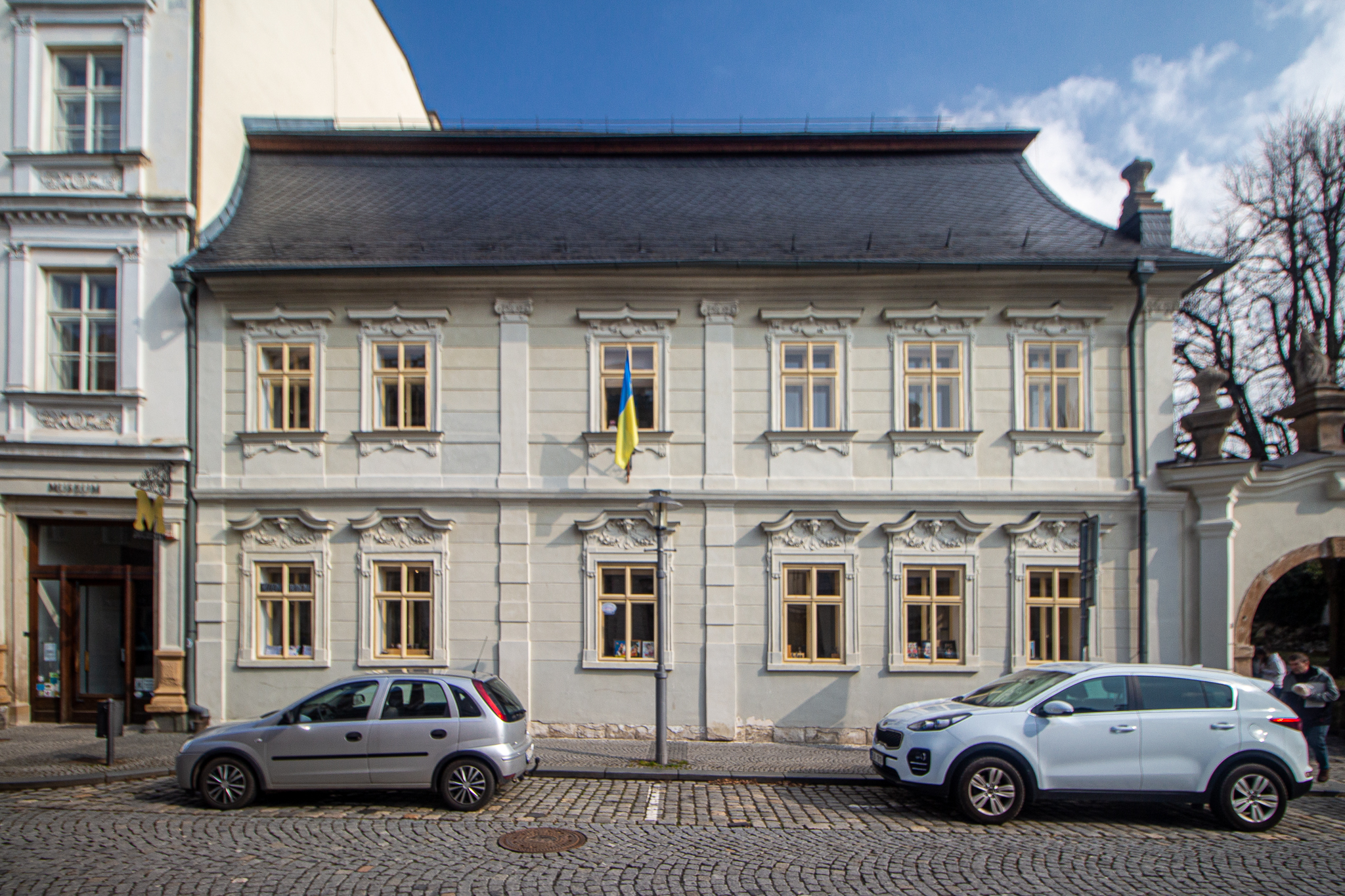
Budova muzea ve Skálově ulici

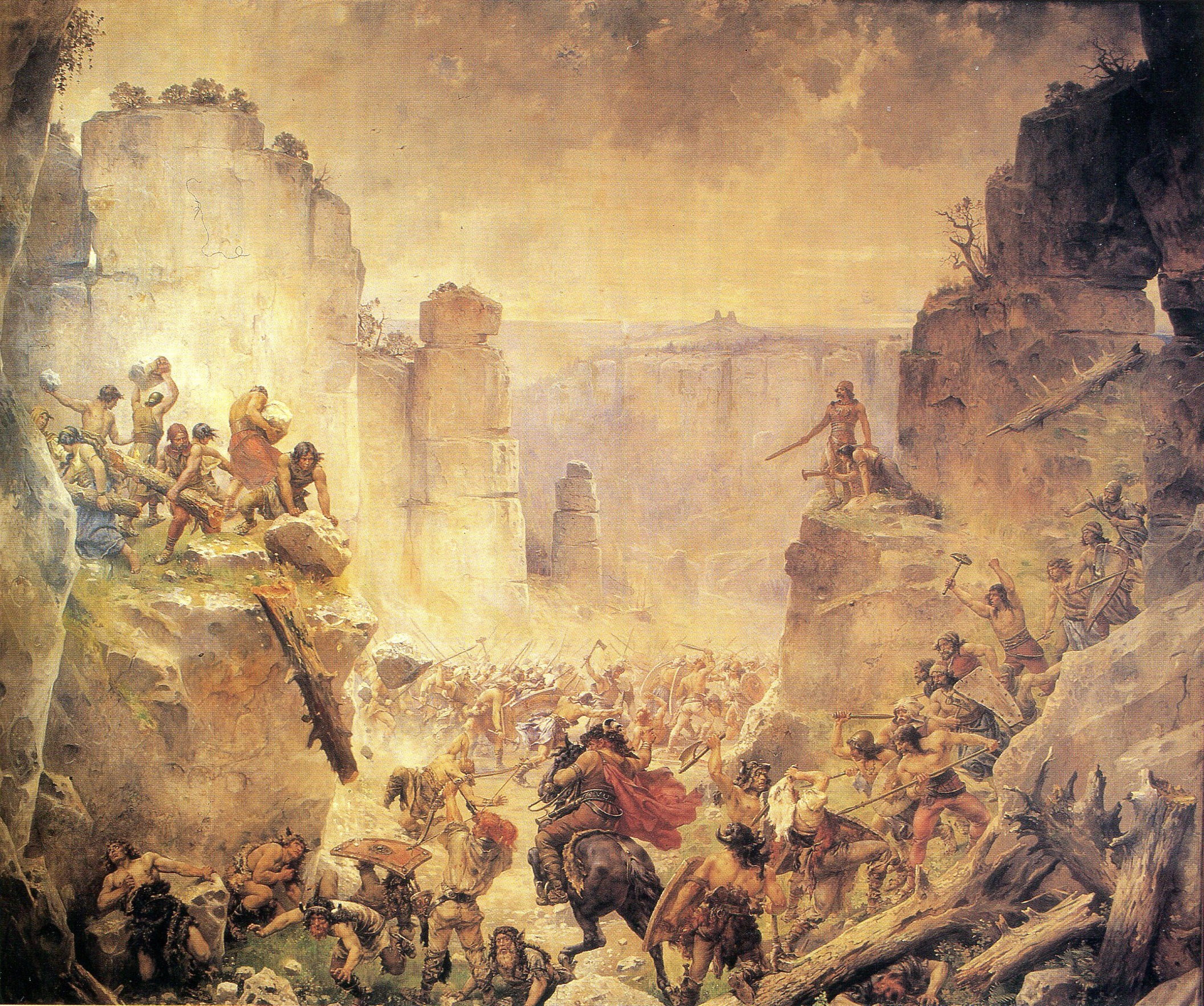
Alšův obraz "Pobití Sasíků"

Budova muzea se nachází ve Skálově ulici v Turnově (poblíž náměstí Českého ráje), který roku 1927 instituci odkázal místní továrník a mecenáš Josef Boháček. Od roku 1967 patří k muzeu i Dlaskův statek v Dolánkách.
Zvláštní místo zaujímají sbírky zaměřené na historii zpracování drahých kamenů na Turnovsku. Součástí stálé expozice je olejomalba Mikoláše Alše Pobití Sasíků pod Hrubou Skálou z roku 1895. Obraz se svými rozměry 10 × 8,5 m patří k největším v Evropě. Je zde také badatelská knihovna obsahující materiály místního písemnictví, například zápisy Josefa Dlaska.
Od roku 1995 pořádá muzeum řezbářské sympozium. Toto setkání řezbářů probíhá každoročně v květnu nebo červnu. Tradici setkání řezbářů založil Karel Hajn (20. října 1942 – 6. září 2015), řezbář a kurátor turnovského muzea; od roku 2016 má sympozium v názvu Memoriál Karla Hajna. Akce probíhá v prostorách historického Dlaskova statku v Dolánkách u Turnova. Součástí akce jsou i dílny a konzultace pro začínající řezbáře, výstava prací účastníků a doprovodné programy muzea.